# إيفيلين إي. سميث
إيفيلين إي. سميث (بالإنجليزية: Evelyn E. Smith)‏ (25 يوليو 1922، نيويورك في الولايات المتحدة - 4 يوليو 2000، نيويورك في الولايات المتحدة)؛ روائية أمريكية.